# La belle amour
"La belle amour" ("O belo amor") foi a canção da França no Festival Eurovisão da Canção 1957 que teve como palco a cidade alemã de Frankfurt am Main, no domingo 3 de março desse ano.
A referida canção foi interpretada em francês por Paule Desjardins.Foi a oitava canção a ser interpretada na noite do festival, a seguir à canção da Alemanha "Telefon, Telefon", interpretada por Margot Hielscher e antes da canção dinamarquesa "Skibet skal sejle i nat", interpretada por
Birthe Wilke & Gustav Winckler. Terminou a competição em segundo lugar, tendo recebido um total de 17 pontos. No ano seguinte, a França foi representada por André Claveau que cantou a canção "Dors, mon amour"

## Autores
- Letrista: Francis Carco
- Compositor: Guy Lafarge
- Orquestrador: Paul Durand

## Letra
A canção é de estilo chanson e um elogio ao tempo dispendido com o amante dela. Desjardins canta sobre várias coisas que podem ser feitas nesse caminho. De referir que o título da canção contém um erro de francês, porque "amour" no singular é masculino e não feminino como parece sugerir